# 6758 Jesseowens
6758 Jesseowens è un asteroide della fascia principale. Scoperto nel 1980, presenta un'orbita caratterizzata da un semiasse maggiore pari a 2,6474027 UA e da un'eccentricità di 0,1364263, inclinata di 11,80419° rispetto all'eclittica.
È stato dedicato all'atleta statunitense Jesse Owens, morto l'anno della scoperta dell'asteroide.